# Лардисабаль-и-Урибе, Мигель де
Мигель де Лардисабаль-и-Урибе (24 января 1744, Тепетитла-де-Лардисабал, Пуэбла, Новая Испания — 29 января 1823, Бильбао, Бискайя, Испания) — испанский военный и государственный деятель.

## Биография
Мигель де Лардисабаль родился в 1744 году в богатой семье баскского происхождения на семейной асиенде в Вице-королевстве Новая Испания (ныне мексиканский штат Пуэбла). До переезда в Латинскую Америку его семья проживала в небольшом городке Сегура в Стране Басков.
Юный Мигель получил образование в семинарии в городе Пуэбла, где, наряду с другими предметами, преподавались философия и риторика. В 1761 году он, вместе со своим братом Мануэлем (будущим юристом), отправился в Испанию, где поступил в Королевскую академию географии и истории в Вальядолиде. Окончив академию, Лардисабаль, как образованный выходец из колоний, был назначен членом Совета по делам Обеих Индий (Совета по колониальным делам).
В 1791 году Мигель попал в опалу, и был отправлен в ссылку на свою родину, в Страну Басков, где стал директором Королевского семинария в городе Вергара.
Во время вторжения Наполеона в Испанию Лардисабаль активно поддерживал интересы пленённого французами короля Фердинанда VII. Он был членом Кадисских кортесов, где выступал в защиту короля.
После возвращения Фердинанда VII на испанский престол, Лардисабаль был вознаграждён за свои заслуги должностью министра по делам Индий. На этом посту Лардисабаль остановил либеральные реформы Кадисских кортесов и препятствовал стремлению жителей колоний к обретению независимости. В 1815 году, на фоне успехов движения за независимость испанских колоний в Америке, Лардисабаль лишился благосклонности короля и был заключён в тюрьму в цитадели Памплоны. После освобождения он вновь стал директором  Королевского семинария в Вергаре, но никогда в дальнейшем не занимал значительных постов.
Портрет Мигеля де Лардисабаля работы Гойи (представлен в шаблоне справа) сегодня хранится в Национальной галерее в Праге, Чехия. По некоторым данным, это — единственный выполненный Гойей портрет выходца из Латинской Америки. В его честь назван род растений Лардизабала.

## Сочинения
- Apología por los Agotes de Navarra y los Chuetas de Mallorca (Madrid, 1786)
- Apología del método de estudios del Seminario de Vergara (Vitoria-Gasteiz, 1806).
- Aviso importante y urgente a la nación española, relativo a Cortes (La Coruña, 1811).
- Manifiesto que hace a los habitantes de las Indias, sobe el estado de cosas de aquellas provincias (Madrid, 1814).